# Григорій Самборчик
Григорій Самбірчик (або Григорій з Самбора, Григорій з Русі, Григорій Чуй, Vigilantius; 1523 — 26 лютого 1573) — руський (український) вчений, поет епохи Відродження (писав латиною та польською), гуманіст, професор Краківського університету.

## Біографія
Народився в Самборі у Руському воєводстві, син шевця з Самбора Андрія (Анджея) та селянки з Надиб Анни Штанцель; мав двох братів та двох сестер. Приятелі звали його «Самбором».
Початково навчався в місцевій парафіяльній школі Самбора, потім був під опікою куявського каноніка Пйотра Висцеміса в Клодаві. Був мандрівним учителем у Влоцлавку та Мазовії (у селах Черськ та Парис, де мав підтримку старости).
Після повернення до Самбора за підтримки місцевого шляхтича Івана Цисковця (пол. Jana Cyskowiusza) на 29 році життя поїхав вчитися до Краківського університету, імматрикулювався в літньому півріччі 1552 року. 1553 року отримав ступінь бакалавра, став відомим в університетських колах як обдарований поет на латині. С. Гозій (пол. Stanisław Hozjusz) мав намір запропонувати йому викладати в гімназії Ельблонга.
Також був визнаним науковцем. Викладачем і ректором колегіумів (катедральних шкіл):
- у Перемишлі (1553–1556)
- Львові (1556–1558), тут зблизився з Бенедиктом Гербестом, земляком Андрієм Баргелем
- Кракові (з 1559 року, школа Діви Марії).

1558 року переїхав до Самбора, після цього мав подорож до північної Угорщини, звідки за Б. Гербестом поїхав до Кракова. В літньому півріччі 1561 року отримав ступінь магістра. На початку червня 1562 року взяв відпустку, разом з Б. Гербестом поїхав до Познані, щоб працювати з ним на запрошення познанського єпископа РКЦ Анджея Чарнковського викладачами Колегії Любранського. Через рік повернувся до Кракова, після смерті Миколая з Шодка став професором звичайним.
1563 — почав читати лекції в Краківській академії з поетики і схоластичної філософії, а з 1568 — з теології. 1569 року був висвячений і став деканом в церкві Святої Анни, в 1572 році — каноніком колегіуму Св. Флоріана.
Помер 1573 року в Кракові.

## Творчість
Григорій Самборчик писав поезією, створював елегії, ідилії, епіграми, еклог; вперше запровадив акровірш. На місцевий ґрунт адаптував й перекладав італійські та латинські панегірики, епіграфи, прощальні й вітальні послання для єпископів (зокрема, написав еклогу через смерть львівського латинського арцибіскупа Фелікса Ліґензи, 1560 рік), членів королівського двору, сановників, шляхти. Видав збірки на латині: Theoretis tertia (1561), Elegiae et epigrammata (1567).
Найбільш знаними є вірші на честь мерів (старостів) Перемишля й Самбора, королівської родини, професорів Краківського університету. Багато років присвятив написанню парафраз з латинської Біблії (т. з. Bibliady).
Григорій з Самбора — автор відомої поеми про Станіслава Костку, якому він викладав у школі в Клодаві (1554–1560 рр.) — Vita divi Stanislai Costali, 1570.
Найвеличнішим твором Григорія є поема «Честохова» (Vigilantii Gregorii Samboritani Russi, Censtochova, Cracoviae in officina Matthei Siebeneicher MDLXVIII) — присвячена Богородиці Діві Марії.
Ян з Тшцяни перед друкуванням першого вірша вважав його відмінним поетом.

## Праці
- Polymnia
- Ecloga I
- Elegiae
- Elegiae II
- Theoresis Secunda
- Theoresis Tertia
- Censtochova
- Carmina
- Reverendo In Cristo Patri, Petro Porembski [Архівовано 6 квітня 2015 у Wayback Machine.]
- Phillippi Padniewski, Episcopi Cracovien [Архівовано 16 квітня 2014 у Wayback Machine.]
- Stanislai Costuli Poloni Vita

## Вшанування пам'яті
На честь Григорія Самборчика названа вулиця у центральній частині міста Самбора.